# Engina ryalli
Engina ryalli is een slakkensoort uit de familie van de Buccinidae. De wetenschappelijke naam van de soort is voor het eerst geldig gepubliceerd in 1995 door Rolan & Fernandes.